# Robert Webster (Virologe)
Robert Gordon Webster (* 7. Mai 1932 in Balclutha, Neuseeland) ist ein US-amerikanischer Virologe und ein Experte auf dem Gebiet der Erforschung von Influenza-Viren. Seine Arbeitsgruppe war Anfang der 1960er-Jahre die erste, die darauf hinwies, dass Reassortierungen zum Auftreten neuer pandemischer Virusstämme führen und nicht – wie zuvor vermutet – eine Antigendrift, also Mutationen der Viren. Hierdurch leistete er auch einen wesentlichen Beitrag zum Verständnis, welchen Anteil Wildvögel an der Verbreitung neuer Influenzavirus-Stämme haben. International bekannt wurde Robert G. Webster durch seine Forschung über die Verbreitung des Influenza-A-Virus H5N1, des Erregers der so genannten Vogelgrippe H5N1.

## Leben
Robert Webster studierte Anfang der 1950er-Jahre an der University of Otago und schloss dort 1955 seinen ersten Studienabschnitt mit dem Bachelor-Grad im Fach Mikrobiologie ab. 1957 erwarb er am selben Ort und im selben Fach den Master-Titel. Danach war er bis 1959 als Virologe für das neuseeländische Landwirtschaftsministerium tätig. Nach einem Wechsel an die Australian National University wurde ihm dort 1962 der Doktorgrad (Ph. D.) im Fach Mikrobiologie verliehen.
Es folgte ein Forschungsaufenthalt im Institut für Epidemiologie der School of Public Health an der University of Michigan (1962/63), und von 1964 bis 1967 arbeitete Webster dann erneut im Institut für Mikrobiologie der John Curtin Medical School an der Australian National University.
1968 siedelte Robert Webster in die Vereinigten Staaten nach Memphis (Tennessee) über, wo er seitdem als Professor am St. Jude Children’s Research Hospital tätig ist. Seit 1975 ist er zudem Direktor eines Forschungsinstituts der Weltgesundheitsorganisation (des WHO Collaborating Laboratory on the Ecology of Influenza Viruses in Lower Animals and Birds), einer weltweit einzigartigen Einrichtung zur Erforschung des Wirtwechsels von Influenza-Viren.
Robert Webster ist Mitglied der American Society for Microbiology und der American Society for Virology, er ist Fellow of the Royal Society of Medicine und der American Association for the Advancement of Science sowie Ehrenmitglied der National Academy of Sciences der USA und weiterer Gelehrtengesellschaften in Großbritannien und Neuseeland. 2010 erhielt er die Leeuwenhoek-Medaille der Royal Society.